# Amaxia egaënsis
Amaxia egaënsis är en fjärilsart som beskrevs av Adalbert Seitz 1921. Amaxia egaënsis ingår i släktet Amaxia och familjen björnspinnare. Inga underarter finns listade i Catalogue of Life.